# U17-Europamästerskapet i fotboll för damer 2019
U17-Europamästerskapet i fotboll för damer 2019 var den 12:e upplagan av U17-Europamästerskapet. Turneringen spelades i Bulgarien den 5–17 maj 2019. Turneringen var öppen för spelare som är födda 1 januari 2002 eller senare.
Turneringen vanns av Tyskland som i finalen besegrade Nederländerna efter straffar.

## Kvalspel

### Kvalificerad nationer
- Bulgarien (värdnation)
- Danmark
- England
- Nederländerna
- Portugal
- Spanien
- Tyskland
- Österrike

## Gruppspel

### Grupp A
| Nr | Lag       | S | V | O | F | GM | IM | MS | P |
| -- | --------- | - | - | - | - | -- | -- | -- | - |
| 1  | Spanien   | 3 | 2 | 1 | 0 | 9  | 0  | +9 | 7 |
| 2  | Portugal  | 3 | 2 | 0 | 1 | 4  | 7  | −3 | 6 |
| 3  | Danmark   | 3 | 1 | 1 | 1 | 2  | 1  | +1 | 4 |
| 4  | Bulgarien | 3 | 0 | 0 | 3 | 1  | 8  | −7 | 0 |

|             | 5 maj 2019  | Bulgarien                | 1 – 3           | Portugal                                                     | Druzhba Stadium                                            |                                                            |
| 14:00 UTC+3 | 14:00 UTC+3 | Zdravka Parapunova 45+1′ | (1 – 2) Rapport | 6′ Maria Alagoa 29′ (sjm.) Vivianne Besette 77′ Maria Negrão | Dobritj Publik: 3 000 Domare: Aleksandra Česen (Slovenien) | Dobritj Publik: 3 000 Domare: Aleksandra Česen (Slovenien) |
| 14:00 UTC+3 | 14:00 UTC+3 |                          |                 |                                                              | Dobritj Publik: 3 000 Domare: Aleksandra Česen (Slovenien) | Dobritj Publik: 3 000 Domare: Aleksandra Česen (Slovenien) |
| 14:00 UTC+3 | 14:00 UTC+3 |                          |                 |                                                              | Dobritj Publik: 3 000 Domare: Aleksandra Česen (Slovenien) | Dobritj Publik: 3 000 Domare: Aleksandra Česen (Slovenien) |

|             | 5 maj 2019  | Spanien | 0 – 0   | Danmark | Kavarna stadion                                     |                                                     |
| 16:00 UTC+3 | 16:00 UTC+3 |         | Rapport |         | Kavarna Publik: 254 Domare: Sabina Bolić (Kroatien) | Kavarna Publik: 254 Domare: Sabina Bolić (Kroatien) |
| 16:00 UTC+3 | 16:00 UTC+3 |         |         |         | Kavarna Publik: 254 Domare: Sabina Bolić (Kroatien) | Kavarna Publik: 254 Domare: Sabina Bolić (Kroatien) |
| 16:00 UTC+3 | 16:00 UTC+3 |         |         |         | Kavarna Publik: 254 Domare: Sabina Bolić (Kroatien) | Kavarna Publik: 254 Domare: Sabina Bolić (Kroatien) |

|             | 8 maj 2019  | Danmark | 0 – 1           | Portugal             | Albena stadion                                      |                                                     |
| 14:00 UTC+3 | 14:00 UTC+3 |         | (0 – 0) Rapport | 90+2′ Marta Ferreira | Albena Publik: 100 Domare: Vera Opeykina (Ryssland) | Albena Publik: 100 Domare: Vera Opeykina (Ryssland) |
| 14:00 UTC+3 | 14:00 UTC+3 |         |                 |                      | Albena Publik: 100 Domare: Vera Opeykina (Ryssland) | Albena Publik: 100 Domare: Vera Opeykina (Ryssland) |
| 14:00 UTC+3 | 14:00 UTC+3 |         |                 |                      | Albena Publik: 100 Domare: Vera Opeykina (Ryssland) | Albena Publik: 100 Domare: Vera Opeykina (Ryssland) |

|             | 8 maj 2019  | Bulgarien | 0 – 3           | Spanien                                                               | Baltjik stadion                                           |                                                           |
| 16:00 UTC+3 | 16:00 UTC+3 |           | (0 – 1) Rapport | 42′ Ascension Martinez Salinas 47′ Silvia Lloris 72′ Salma Paralluelo | Baltjik Publik: 813 Domare: Iuliana Demetrescu (Rumänien) | Baltjik Publik: 813 Domare: Iuliana Demetrescu (Rumänien) |
| 16:00 UTC+3 | 16:00 UTC+3 |           |                 |                                                                       | Baltjik Publik: 813 Domare: Iuliana Demetrescu (Rumänien) | Baltjik Publik: 813 Domare: Iuliana Demetrescu (Rumänien) |
| 16:00 UTC+3 | 16:00 UTC+3 |           |                 |                                                                       | Baltjik Publik: 813 Domare: Iuliana Demetrescu (Rumänien) | Baltjik Publik: 813 Domare: Iuliana Demetrescu (Rumänien) |

|             | 11 maj 2019 | Danmark                             | 2 – 0           | Bulgarien | Druzhba Stadium                                       |                                                       |
| 11:30 UTC+3 | 11:30 UTC+3 | Cornelia Kramer 9′ Freja Jensen 76′ | (1 – 0) Rapport |           | Dobritj Publik: 1 615 Domare: Henrikke Nervik (Norge) | Dobritj Publik: 1 615 Domare: Henrikke Nervik (Norge) |
| 11:30 UTC+3 | 11:30 UTC+3 |                                     |                 |           | Dobritj Publik: 1 615 Domare: Henrikke Nervik (Norge) | Dobritj Publik: 1 615 Domare: Henrikke Nervik (Norge) |
| 11:30 UTC+3 | 11:30 UTC+3 |                                     |                 |           | Dobritj Publik: 1 615 Domare: Henrikke Nervik (Norge) | Dobritj Publik: 1 615 Domare: Henrikke Nervik (Norge) |

|             | 11 maj 2019 | Portugal | 0 – 6           | Spanien                                                                                | Albena stadion                                    |                                                   |
| 11:30 UTC+3 | 11:30 UTC+3 |          | (0 – 2) Rapport | 26′, 58′, 60′ Salma Celeste Paralluelo 44′, 63′ Silvia Lloris 77′ María José Gutiérrez | Albena Publik: 250 Domare: Reelika Turi (Estland) | Albena Publik: 250 Domare: Reelika Turi (Estland) |
| 11:30 UTC+3 | 11:30 UTC+3 |          |                 |                                                                                        | Albena Publik: 250 Domare: Reelika Turi (Estland) | Albena Publik: 250 Domare: Reelika Turi (Estland) |
| 11:30 UTC+3 | 11:30 UTC+3 |          |                 |                                                                                        | Albena Publik: 250 Domare: Reelika Turi (Estland) | Albena Publik: 250 Domare: Reelika Turi (Estland) |

### Grupp B
| Nr | Lag           | S | V | O | F | GM | IM | MS | P |
| -- | ------------- | - | - | - | - | -- | -- | -- | - |
| 1  | Tyskland      | 3 | 2 | 0 | 1 | 9  | 4  | +5 | 6 |
| 2  | Nederländerna | 3 | 2 | 0 | 1 | 7  | 5  | +2 | 6 |
| 3  | England       | 3 | 2 | 0 | 1 | 4  | 5  | −1 | 6 |
| 4  | Österrike     | 3 | 0 | 0 | 3 | 3  | 9  | −6 | 0 |

| Nr | Lag           | S | V | O | F | GM | IM | MS | P |
| -- | ------------- | - | - | - | - | -- | -- | -- | - |
| 1  | Tyskland      | 2 | 1 | 0 | 1 | 6  | 3  | +3 | 3 |
| 2  | Nederländerna | 2 | 1 | 0 | 1 | 3  | 4  | −1 | 3 |
| 3  | England       | 2 | 1 | 0 | 1 | 2  | 4  | −2 | 3 |

|             | 5 maj 2019  | England | 0 – 4           | Tyskland                                                                                | Albena stadion                                           |                                                          |
| 14:00 UTC+3 | 14:00 UTC+3 |         | (0 – 3) Rapport | 12′ (str.) Emilie Bernhardt 23′ Nicole Woldmann 31′ Sophie Weidauer 90+2′ Lisanne Gräwe | Albena Publik: 320 Domare: Iuliana Demetrescu (Rumänien) | Albena Publik: 320 Domare: Iuliana Demetrescu (Rumänien) |
| 14:00 UTC+3 | 14:00 UTC+3 |         |                 |                                                                                         | Albena Publik: 320 Domare: Iuliana Demetrescu (Rumänien) | Albena Publik: 320 Domare: Iuliana Demetrescu (Rumänien) |
| 14:00 UTC+3 | 14:00 UTC+3 |         |                 |                                                                                         | Albena Publik: 320 Domare: Iuliana Demetrescu (Rumänien) | Albena Publik: 320 Domare: Iuliana Demetrescu (Rumänien) |

|             | 5 maj 2019  | Österrike                    | 1 – 4           | Nederländerna                                  | Baltjik stadion                                     |                                                     |
| 16:00 UTC+3 | 16:00 UTC+3 | Annabel Schasching 8′ (str.) | (1 – 3) Rapport | 13′ Iris Stiekema 18′, 31′, 90+6′ Nikita Tromp | Baltjik Publik: 150 Domare: Henrikke Nervik (Norge) | Baltjik Publik: 150 Domare: Henrikke Nervik (Norge) |
| 16:00 UTC+3 | 16:00 UTC+3 |                              |                 |                                                | Baltjik Publik: 150 Domare: Henrikke Nervik (Norge) | Baltjik Publik: 150 Domare: Henrikke Nervik (Norge) |
| 16:00 UTC+3 | 16:00 UTC+3 |                              |                 |                                                | Baltjik Publik: 150 Domare: Henrikke Nervik (Norge) | Baltjik Publik: 150 Domare: Henrikke Nervik (Norge) |

|             | 8 maj 2019  | Tyskland                              | 2 – 3           | Nederländerna                                                        | Kavarna stadion                                     |                                                     |
| 14:00 UTC+3 | 14:00 UTC+3 | Marleen Rohde 24′ Carlotta Wamser 80′ | (1 – 3) Rapport | 25′ Lotje de Keijzer 30′ Samantha van Diemen 43′ (str.) Nikita Tromp | Kavarna Publik: 295 Domare: Henrikke Nervik (Norge) | Kavarna Publik: 295 Domare: Henrikke Nervik (Norge) |
| 14:00 UTC+3 | 14:00 UTC+3 |                                       |                 |                                                                      | Kavarna Publik: 295 Domare: Henrikke Nervik (Norge) | Kavarna Publik: 295 Domare: Henrikke Nervik (Norge) |
| 14:00 UTC+3 | 14:00 UTC+3 |                                       |                 |                                                                      | Kavarna Publik: 295 Domare: Henrikke Nervik (Norge) | Kavarna Publik: 295 Domare: Henrikke Nervik (Norge) |

|             | 8 maj 2019  | Österrike                     | 1 – 2           | England                             | Druzhba Stadium                                    |                                                    |
| 16:00 UTC+3 | 16:00 UTC+3 | Annabel Schasching 29′ (str.) | (1 – 2) Rapport | 15′ Lucy Johnson 35′ Katie Robinson | Dobritj Publik: 286 Domare: Reelika Turi (Estland) | Dobritj Publik: 286 Domare: Reelika Turi (Estland) |
| 16:00 UTC+3 | 16:00 UTC+3 |                               |                 |                                     | Dobritj Publik: 286 Domare: Reelika Turi (Estland) | Dobritj Publik: 286 Domare: Reelika Turi (Estland) |
| 16:00 UTC+3 | 16:00 UTC+3 |                               |                 |                                     | Dobritj Publik: 286 Domare: Reelika Turi (Estland) | Dobritj Publik: 286 Domare: Reelika Turi (Estland) |

|             | 11 maj 2019 | Tyskland                                     | 3 – 1           | Österrike                | Albena stadion                                     |                                                    |
| 16:30 UTC+3 | 16:30 UTC+3 | Carlotta Wamser 17′, 68′ Sophie Weidauer 38′ | (2 – 0) Rapport | 90+3′ Christina Edlinger | Albena Publik: 720 Domare: Sabina Bolić (Kroatien) | Albena Publik: 720 Domare: Sabina Bolić (Kroatien) |
| 16:30 UTC+3 | 16:30 UTC+3 |                                              |                 |                          | Albena Publik: 720 Domare: Sabina Bolić (Kroatien) | Albena Publik: 720 Domare: Sabina Bolić (Kroatien) |
| 16:30 UTC+3 | 16:30 UTC+3 |                                              |                 |                          | Albena Publik: 720 Domare: Sabina Bolić (Kroatien) | Albena Publik: 720 Domare: Sabina Bolić (Kroatien) |

|             | 11 maj 2019 | Nederländerna | 0 – 2   | England                              | Kavarna stadion                                      |                                                      |
| 16:30 UTC+3 | 16:30 UTC+3 |               | Rapport | 46′ Katie Robinson 52′ Keri Matthews | Kavarna Publik: 476 Domare: Vera Opeykina (Ryssland) | Kavarna Publik: 476 Domare: Vera Opeykina (Ryssland) |
| 16:30 UTC+3 | 16:30 UTC+3 |               |         |                                      | Kavarna Publik: 476 Domare: Vera Opeykina (Ryssland) | Kavarna Publik: 476 Domare: Vera Opeykina (Ryssland) |
| 16:30 UTC+3 | 16:30 UTC+3 |               |         |                                      | Kavarna Publik: 476 Domare: Vera Opeykina (Ryssland) | Kavarna Publik: 476 Domare: Vera Opeykina (Ryssland) |

## Slutspel

### Slutspelsträd
|  | Semifinaler   | Semifinaler     |       |  | Final         | Final |  |
|  |               |                 |       |  |               |       |  |
|  |               |                 |       |  |               |       |  |
|  | Spanien       | 1               |       |  |               |       |  |
|  | Nederländerna | 3               |       |  |               |       |  |
|  |               |                 |       |  |               |       |  |
|  |               |                 |       |  |               |       |  |
|  |               |                 |       |  | Nederländerna | 1 (2) |  |
|  |               | Tyskland (str.) | 1 (3) |  |               |       |  |
|  |               |                 |       |  |               |       |  |
|  |               |                 |       |  |               |       |  |
|  |               |                 |       |  |               |       |  |
|  |               |                 |       |  |               |       |  |
|  | Tyskland      | 2               |       |  |               |       |  |
|  | Portugal      | 0               |       |  |               |       |  |

### Semifinaler
|             | 14 maj 2019 | Tyskland                                | 2 – 0           | Portugal | Druzhba Stadium                                        |                                                        |
| 14:00 UTC+1 | 14:00 UTC+1 | Sophie Weidauer 25′ Carlotta Wamser 50′ | (1 – 0) Rapport |          | Dobritj Publik: 1 116 Domare: Vera Opeykina (Ryssland) | Dobritj Publik: 1 116 Domare: Vera Opeykina (Ryssland) |
| 14:00 UTC+1 | 14:00 UTC+1 |                                         |                 |          | Dobritj Publik: 1 116 Domare: Vera Opeykina (Ryssland) | Dobritj Publik: 1 116 Domare: Vera Opeykina (Ryssland) |
| 14:00 UTC+1 | 14:00 UTC+1 |                                         |                 |          | Dobritj Publik: 1 116 Domare: Vera Opeykina (Ryssland) | Dobritj Publik: 1 116 Domare: Vera Opeykina (Ryssland) |

|             | 14 maj 2019 | Spanien | 1 – 3           | Nederländerna                                           | Kavarna stadion                                       |                                                       |
| 18:30 UTC+1 | 18:30 UTC+1 |         | (0 – 1) Rapport | 41′ Lotje de Keijzer 60′ Iris Stiekema 86′ Nikita Tromp | Kavarna Publik: 1 196 Domare: Sabina Bolić (Kroatien) | Kavarna Publik: 1 196 Domare: Sabina Bolić (Kroatien) |
| 18:30 UTC+1 | 18:30 UTC+1 |         |                 |                                                         | Kavarna Publik: 1 196 Domare: Sabina Bolić (Kroatien) | Kavarna Publik: 1 196 Domare: Sabina Bolić (Kroatien) |
| 18:30 UTC+1 | 18:30 UTC+1 |         |                 |                                                         | Kavarna Publik: 1 196 Domare: Sabina Bolić (Kroatien) | Kavarna Publik: 1 196 Domare: Sabina Bolić (Kroatien) |

### Final
|             | 17 maj 2019 | Nederländerna                                                                        | 1 – 1                      | Tyskland                                                                                    | Albena stadion                                             |                                                            |
| 14:00 UTC+1 | 14:00 UTC+1 | Nikita Tromp 21′                                                                     | (1 – 1) Rapport            | 19′ Sophie Weidauer                                                                         | Albena Publik: 2 123 Domare: Iuliana Demetrescu (Rumänien) | Albena Publik: 2 123 Domare: Iuliana Demetrescu (Rumänien) |
| 14:00 UTC+1 | 14:00 UTC+1 |                                                                                      |                            |                                                                                             | Albena Publik: 2 123 Domare: Iuliana Demetrescu (Rumänien) | Albena Publik: 2 123 Domare: Iuliana Demetrescu (Rumänien) |
| 14:00 UTC+1 | 14:00 UTC+1 | Nikita Tromp Manique De Vette Dana Foederer Lobke Loonen Ella Peddemors Esmee Brugts | Straffsparksläggning 2 – 3 | Sophie Weidauer Julia Pollak Madeleine Steck Marleen Rohde Natasha Kowalski Mieke Schiemann | Albena Publik: 2 123 Domare: Iuliana Demetrescu (Rumänien) | Albena Publik: 2 123 Domare: Iuliana Demetrescu (Rumänien) |

## Sammanställning
| Nr | Lag           | S | V | O | F | GM | IM | MS | P  |
| -- | ------------- | - | - | - | - | -- | -- | -- | -- |
| 1  | Tyskland      | 5 | 3 | 1 | 1 | 13 | 5  | +8 | 10 |
| 2  | Nederländerna | 5 | 3 | 1 | 1 | 11 | 7  | +4 | 10 |
| 3  | Spanien       | 4 | 2 | 1 | 1 | 10 | 3  | +7 | 7  |
| 3  | Portugal      | 4 | 2 | 0 | 2 | 4  | 8  | −4 | 6  |
| 5  | England       | 3 | 2 | 0 | 1 | 4  | 5  | −1 | 6  |
| 6  | Danmark       | 3 | 1 | 1 | 1 | 2  | 1  | +1 | 4  |
| 7  | Österrike     | 3 | 0 | 0 | 3 | 3  | 9  | −6 | 0  |
| 8  | Bulgarien     | 3 | 0 | 0 | 3 | 1  | 8  | −7 | 0  |